# Frankenwald-Kaserne
Die Frankenwald-Kaserne ist eine ehemalige Kaserne der Luftwaffe der Bundeswehr in Naila. Sie war bis 1992  ein wichtiger Stützpunkt der Luftraumüberwachung der Bundeswehr im ehemaligen Zonenrandgebiet.

## Geschichte
In einer angespannten Phase des Kalten Krieges wurde 1961 in Naila eine Radareinheit der US Air Force provisorisch stationiert. In die 1966 fertiggestellte Frankenwald-Kaserne zog dann die 16. Kompanie des Fernmelderegiments 32 der Luftwaffe ein. Ein Fernmeldezug für Richtfunk wurde eingegliedert. Die US-Einheiten hatten vorher den Standort verlassen und waren nach Hof in die damaligen Kingsley Barracks (später General-Hüttner-Kaserne,  heute Oberfranken-Kaserne) gezogen, wo später auch die für die Radarstation auf dem nahegelegenen Döbraberg zuständige 7. Kompanie der Luftwaffe (später 8. Kompanie) stationiert war. Später kam  eine Ausbildungseinheit hinzu, in der Tiefflieger-Meldesoldaten ausgebildet wurden. Die durchschnittliche Personalstärke betrug ca. 400 Soldaten. Ende der 1980er-Jahre wurde die Truppenstärke reduziert, ziviles Personal eingestellt und nach 1990 die Ausbildungseinheit nach Roth und in die Markgrafen-Kaserne Bayreuth ausgegliedert. Im Zuge der Deutschen Wiedervereinigung wurde der Standort mit allen Außenstellungen im September 1992 aufgelöst. Die Stadt Naila kaufte das Gelände vom Bundesvermögensamt. Seitdem wird das Gelände zivil genutzt.

## Aufgabenstellung
Die Aufgabenstellung des Fernmelderegiments in Naila war die Luftraumbeobachtung (LRB), anfangs noch mittels Überwachung mit den menschlichen Sinnen und deswegen auch Auge-Ohr-Überwachung genannt. Hierzu wurden an Orten mit guter Fernsicht Soldaten im Schichtdienst stationiert, die lediglich mit einem Fernglas und Funkapparatur ausgestattet waren.
Erst Anfang der 1970er Jahre wurden die LRB-Einheiten mit mobilen Radarstationen ausgerüstet und der Tieffliegermeldedienst (TMD) gegründet. In der Kaserne war eine Tieffliegermelde- und Leitzentrale (TMLZ) stationiert, die für die zentrale Auswertung der durch die mobilen Radarstationen gewonnenen Daten zuständig war. Diese Daten wurden an das CRC Lauda (eine verbunkerte Luftwaffenkampfführungsanlage) weitergeleitet. Die mobilen Radarstationen wurden in Dauereinsatzstationen (DEST) aufgestellt. Das Luftüberwachungssystem hatte zum Ende des Kalten Krieges ausgedient.
Nach der Grenzöffnung 1989 bis zur Wiedervereinigung wurde die Kaserne als Treffpunkt mit NVA-Einheiten und als Zwischenstopp für Versorgungsfahrten des Nachschubs in die DDR genutzt. Nach der deutschen Wiedervereinigung wurde der Standort aufgelöst. Die Großraumradare wie z. B. die Station auf dem benachbarten Döbraberg werden aber weiterhin genutzt.

### Dauereinsatzstellungen (DEST)

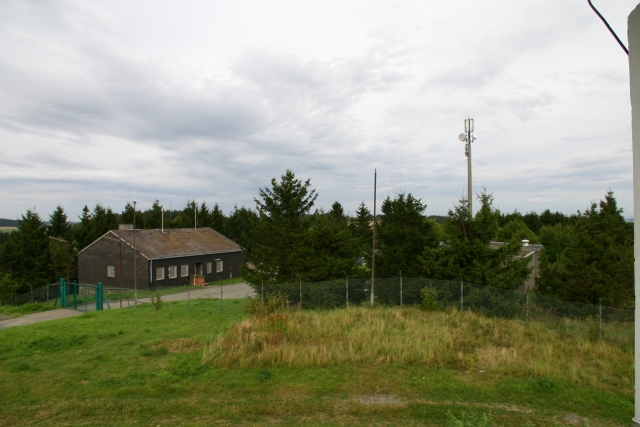
Echo 1 auf dem Langesbühl bei Steinbach 2012

Die Frankenwald-Kaserne hatte kleine, eingezäunte Außenstellen, in denen Dauereinsatzstellungen (DEST) untergebracht waren. Die auswärtigen DEST wurden immer zentral von der Frankenwald-Kaserne aus im Dauerschichtbetrieb mit Personal versorgt. Zeitweise wurde auch den benachbarten Kompanien des Fernmelderegiments mit Personal ausgeholfen.
Die Dauereinsatzstellungen der Frankenwald-Kaserne (In Klammern jeweils der Rufname):
- Naila (Honey Pot): Sitz der TMLZ
- Geroldsgrün-Steinbach/Langesbühl (Echo 1)
- Selb-Längenau/Wartberg (Echo 2)
- Mähring/Poppenreuther Berg (Echo 3)
- Moosbach-Rückersrieth/Eisberg (Echo 4)

### Schwestereinheiten
Entlang der innerdeutschen Grenze und der zur CSSR waren im TMLD folgende Standorte eng mit der Frankenwald-Kaserne verbunden:
- Uetersen
- Faßberg
- Goslar
- Rotenburg an der Fulda
- Burglengenfeld
- Lauda

## Sonstiges
Die Frankenwald-Kaserne war bekannt für einen selbst für Luftwaffeneinheiten lockeren Umgang. Dies lag wohl auch an der hochwertigen fachlichen Ausbildung, die man dort als Wehrpflichtiger genoss, und daran, dass große Teile des Personals heimatnah eingesetzt wurden. Der gemeinsame Motivationsruf Naila-Bär ist heute noch bei Reservistentreffen zu hören.
Siehe auch:
- Details zum Tieffliegermelde- und Leitdienst
- Liste der Bundeswehrstandorte in Deutschland